# Adam El Mihdawy
Adam El Mihdawy (* 9. August 1989) ist ein ehemaliger US-amerikanischer Tennisspieler.

## Karriere
El Mihdawy, der ägyptischer und österreichischer Abstammung ist, spielte zwischen 2005 und 2007 auf der ITF Junior Tour. Dabei nahm er im Doppel dank einer Wildcard zweimal an Grand-Slam-Turnieren teil. Er erreichte die dritte und einmal die zweite Runde. In der Junioren-Rangliste rangierte er mit Platz 101 im Jahr 2007 am höchsten. 
Er entschied sich anschließend gegen ein Studium und College Tennis und spielte stattdessen sofort bei den Profis. Die meiste Zeit war er in seiner Karriere auf der drittklassigen ITF Future Tour aktiv, wo er 2009 im Einzel die zwei ersten Male ein Finale erreichte. 2010 gewann er die ersten zwei Titel und kam in weitere Endspiele, sodass er das Jahr erstmals in den Top 400 der Weltrangliste beendete. Im Doppel hatte er bereits 2009 vier Future-Titel erlangt, gefolgt von einem und drei Titeln in den Folgejahren. Auch in den folgenden Jahren war El Mihadawy weiterhin vor allem bei Futures erfolgreich, während er auf der höherdotierten ATP Challenger Tour meistens früh ausschied. Bis 2016 schraubte er seine Titelanzahl im Einzel auf zwölf hoch, während er im Doppel elfmal siegreich blieb. Auf der Challenger Tour erzielte er in Granby 2012, León und Guadalajara 2015 mit dem Viertelfinale sein bestes Resultat. Mit Chase Buchanan besiegte er die Nummer 168 der Welt, sein größter Sieg gemessen am Ranking. Kurz darauf belegte er mit Platz 281 sein Karrierehoch. Im Doppel schied er bei drei Challengers erst im Halbfinale aus, in Granby unterlag er 2013 erst im Endspiel. Mit Platz 330 war er danach auch im Doppel auf seiner höchsten Position.
Nach 2016 gewann er im Einzel nur noch zwei und im Doppel einen Titel. Er fiel jeweils aus den Top 500, ehe er im September 2022 von der Tennis Integrity Unit wegen Spielmanipulation zu einer dreieinhalbjährigen Sperre und einer Geldstrafe von knapp 5.000 Euro verurteilt wurde. Die Vorwürfe bezogen sich auf Vorfälle im Jahr 2016 in Mexiko, als er zwei Matches manipuliert haben soll. Daraufhin beendete er seine Karriere.